# 冬本ジュー
冬本 ジュー（ふゆもと じゅー、1976年3月10日 - ）は、韓国籍の俳優。
千葉県出身。千葉県立沼南高等学校、千葉経済大学商経科、目白大学人文学部地域文化学科卒業。
身長は176cm、バスト105cm、ウェスト87cm、ヒップ95cm、靴サイズ26.5cmである。エヌフォースプロモーションに所属していた。

## 出演歴

### テレビ

#### テレビ朝日
- 仮面ライダーシリーズ 仮面ライダー響鬼
- 魔弾戦記リュウケンドー
- 相棒4
- PS -羅生門-
- 下北サンデーズ

#### TBS系列
- 月曜ゴールデン カクレカラクリ
- 中居正広の金曜日のスマたちへ
- クイズ!日本語王
- LADY〜最後の犯罪プロファイル〜

#### フジテレビ系列
- ザ・ヒットパレード〜芸能界を変えた男・渡辺晋物語〜
- 逸見政孝物語
- 最高の片想い
- Dのゲキジョー

#### 日本テレビ系列
- 踊る!さんま御殿!!
- ごくせん

#### テレビ東京系列
- エリートヤンキー三郎 － 三郎軍団員 役

### 映画
- 地下鉄に乗って
- ラブ★コン
- ワイルドスピードX3 TOKYO DRIFT
- 愛妻日記〜饗宴〜
- クローズZERO

#### Vシネマ
- 住越 浜野政吉"烈侠"
- 甲州プリズン2
- 実録"銀座警察"義侠
- 実録"愚連隊の神様"万年
- 血涙の代紋〜終わらない代紋〜
- 実録 九州やくざ抗争史
- 実録 プロジェクト893xxシリーズ

### CM
- アサヒビール アサヒ新生3
- ロッテ ブラックブラックガム